# Hybomitra yaoshanensis
Hybomitra yaoshanensis är en tvåvingeart som beskrevs av Yang och Xu 1996. Hybomitra yaoshanensis ingår i släktet Hybomitra och familjen bromsar.
Artens utbredningsområde är Yunnan (Kina). Inga underarter finns listade i Catalogue of Life.